# زدام۴۴۷۴۳۹
زد ام ۴۴۷۴۳۹ (به انگلیسی: ZM447439) یک ترکیب شیمیایی با شناسه پاب‌کم ۹۹۱۴۴۱۲ است.